# 昭和女子大学短期大学部
昭和女子大学短期大学部（しょうわじょしだいがくたんきだいがくぶ、英語: Showa Women’s University Junior College）は、東京都世田谷区太子堂1-7に本部を置いていた日本の私立大学である。1950年に設置され、2014年に廃止された。大学の略称は昭女短。昭和大学、昭和学院短期大学、昭和音楽大学・昭和音楽大学短期大学部、昭和薬科大学とは別系列。

## 概観

### 大学全体
- 昭和女子大学短期大学部は、東京都世田谷区内にある日本の私立短期大学。1950年に設置された。ピーク時には1学年定員が1,080人と大規模な時期もあり（1987年度）、2002年度時点では5学科を擁していたが、再編により2学科に縮小された。2009年度からは、1学科に短縮された。
- 2014年8月14日付で廃止された[1]。

### 建学の精神（校訓・理念・学是）
- 昭和女子大学短期大学部の学園目標は「世の光となろう」となっている。

### 教育および研究
- 昭和女子大学短期大学部に設置されている文化創造学科は、従来の国文系・英文系・生活文化系の学科を統合して新たに生まれた学科で学生自らが様々な科目を自由に組み合わせて学ぶことができる。昼間主コースでは、｢建築・造形デザイン・インテリア｣、｢映像・メディア・表現｣、｢ファッション・くらし｣、｢コミュニケーション｣、｢文学・文化｣の科目群、夜間主コースでは｢日本文化・文学｣、｢英語・英米文化｣、｢建築・住環境｣、｢ライフデザイン｣の各科目群からなり、昼夜併せての学修も可能である。
- 食物科学科では、各国の食文化を体験するためにオーストリアでの研修旅行も行なわれている。管理栄養士受験対策に応じた科目もある。
- 外国語科目が多いところに特徴があり、英語のほかフランス語・スペイン語・ロシア語・中国語・韓国語・ラテン語などがある。

### 学風および特色
- 昭和女子大学短期大学部には、長期履修制度があり最大6年在籍ができる。そのため、勤労学生の姿も見受けられる。
- 文化創造学科の学生を対象としたボストンでの研修（概ね9月開始）、食物科学科（但し、募集停止）を対象としたヨーロッパ特別研修旅行（概ね3月）などがある。
- 大学に併設された形で設置されたので、開学以来、それと類似した学科が設置されている。そのため、短大卒業後併設の大学に編入学する学生も少なからずいる。
- 系列外の大学への編入学する学生も多いところに特色がある。

## 沿革

### 年表
- 1950年 昭和女子大学短期大学部開学。玉井幸助が初代学長に就く。
  - I部
    - 国文科
    - 英文科
- 1951年 学科を増設する。
  - I部
    - 家政科

  - II部
    - 英文科
    - 国文科
    - 家政科
- 1955年 家政科の募集を停止。替わって被服科（I部・II部）、食物科を新設。
- 1958年 学科を増設する
  - 初等教育学科
- 1962年 被服科→家政科に変更。
- 1969年 河鰭實英が学長に就く。
- 1970年 学科名の変更を行う。
  - 国文科→国文学科
  - 英文科→英文学科
  - 家政科→家政学科
  - 食物科→食物学科
- 1974年 人見楠郎が学長に就任。
- 1986年 専攻科を設置。
  - 国文学専攻
  - 英文学専攻
  - 家政学専攻
  - 食物学専攻
  - 初等教育学専攻：2001年、人間教育学専攻に改組。2005年、保育士資格も取得できる保育学専攻に改組。修業年限は昼間部1年制。
- 1987年 学科名の変更を以下の通り行う。
  - 国文学科→国語国文学科
  - 英文学科→英語英文学科
  - 家政学科→生活文化学科
  - 食物学科→食物科学科
- 同年、専攻科の専攻名称を以下の通り変更。
  - 国文学専攻→国語国文学専攻
  - 英文学専攻→英語英文学専攻
  - 家政学専攻→生活文化学専攻
  - 食物学専攻→食物科学専攻
- 1994年11月 福場博保が学長に就任。
- 2001年人間教育学専攻に改組。
- 2003年 国語国文学科と英語英文学科を統合させて人間文化学科とする。平井聖が学長に就任。
- 2004年 島田淳子が学長に就任。
- 2005年 専攻科初等教育学専攻を保育士資格が取得できる保育学専攻に改組。
- 2006年 人間文化学科と生活文化学科が文化創造学科として統合される。初等教育学科をこども教育学科に改名。
- 2013年 短期大学部学生募集停止。

## 基礎データ

### 所在地
- 東京都世田谷区太子堂1-7

### 交通アクセス
- 東急田園都市線三軒茶屋駅下車。
- JR山手線渋谷駅よりバスで｢昭和女子大｣バス停留所下車。

### 象徴
- 昭和女子大学短期大学部のカレッジマークは大学と同じ桜をイメージしている。

## 教育および研究

### 組織

#### 学科
- 文化創造学科[注釈 1]

##### 過去の学科体制
- 国語国文学科：I部・II部ともに募集は2002年度まで
  - I部
  - II部：
- 英語英文学科：I部・II部ともに募集は2002年度まで
  - I部
  - II部
- 生活文化学科：I部・II部ともに募集は2005年度まで
  - I部
  - II部
- 食物科学科：募集は2008年度まで
- こども教育学科：旧来の初等教育学科から改名された翌年の2007年度をもって募集を終える。

#### 専攻科
- かつては以下の専攻課程があった。修業年限はいずれも昼間部1年制となっていた。
  - 国語国文学専攻
  - 英語英文学専攻
  - 生活文化学専攻
  - 食物科学専攻
  - 保育学専攻

#### 別科
- なし

##### 取得資格について
- 中学校教諭二種免許状が設置されている。
  - 国語：現行の文化創造学科および旧来の国語国文学科I部・II部
  - 英語：現行の文化創造学科および旧来の英語英文学科I部・II部
  - 家庭：現行の文化創造学科および旧来の生活文化学科I部・II部ならびに
- 栄養士資格・栄養教諭二種免許状：募集停止中の食物科学科にて設置されている
- 司書・司書教諭：現行の文化創造学科および旧来の国語国文学科・英語英文学科・生活文化学科・初等教育学科ならびに募集停止中の食物科学科にて設置されている。

### 教育
- 現代的教育ニーズ取組支援プログラム
  - 「短大・大学共同の全人教育に基づく教員養成－児童・生徒と向き合うすばらしさを知る－」において2007年採択されている。

## 学生生活

### 部活動・クラブ活動・サークル活動
- 昭和女子大学短期大学部：フットサル・ダンス・合気道など昭和女子大学生と合同のクラブがたくさんある。

### 学園祭
- 昭和女子大学短期大学部の学園祭は「秋桜祭」と呼ばれ、大学と合同で毎年概ね11月に行われている。

## 大学関係者と組織

### 大学関係者一覧
- 昭和女子大学の人物一覧

## 施設

### キャンパス
- 短期大学独自のキャンパスはなく、すべて大学と共同使用されている。

### 寮
- 昭和女子大学短期大学部には、大学と同様に「緑声舎」と称した学生寮がある。

## 対外関係

### 系列校
- 昭和女子大学

## 卒業後の進路について

### 就職について
- 国語国文学科I部・II部：一般企業への就職者が多く、日本銀行・東日本銀行・東京都民銀行・第一生命保険・矢崎総業・そごう・東京電力・京セラ・中央出版などに就職している。昭和女子大学附属昭和中学校をはじめ教職として活躍する人もいる。
- 英語英文学科I部・II部：一般企業への就職者が多く、住商グローバル・ロジスティクス・みずほコーポレート銀行・三井住友銀行・茨城銀行・サンリオ・タジマヤ・伊勢丹・イトーヨーカ堂・東日本旅客鉄道・日本航空・全日本空輸・日本ハムなどに就職している。教職で活躍する人もいる。
- 生活文化学科I部・II部：一般企業への就職者が多く、三井ホーム・東急ホーム・茨城セキスイハイム・住友不動産・松下興産・群馬銀行・北越銀行・味の素・キッコーマン・ハウス食品・よつ葉乳業・永谷園・カネボウ化粧品・ミキハウスなどに就職している。
- 初等教育学科&子ども教育学科：教育関連に携わる人が最も多く、幼稚園や小学校への就職者が最も多い。
- 食物科学科：資格を活かした職に就く人が多く、アサヒ飲料・エームサービス・グリーンハウス・日清医療食品・富士産業・シダックス・明治乳業・ユーハイム・セコムなどに就職している。
- 文化創造学科：一般企業への就職が最も多く、三菱東京UFJ銀行・みずほフィナンシャルグループ・キヤノン・ジェイティービー・伊勢丹・資生堂・ミズノなどに就職している。

### 編入学・進学実績
- 系列の昭和女子大学・昭和女子大学短期大学部専攻科以外では以下の実績がある。

- 国語国文学科I部・II部：宮城学院女子大学・フェリス女学院大学ほか
- 英語英文学科I部・II部：宇都宮大学・東京外国語大学・高崎経済大学・杏林大学・成蹊大学・明治学院大学ほか
- 生活文化学科I部・II部：東海大学・淑徳大学ほか
- 初等教育学科&子ども教育学科：都留文科大学・聖徳大学・千葉明徳短期大学ほか
- 食物科学科：十文字学園女子大学・女子栄養大学・東京家政学院大学・東京農業大学・日本大学短期大学部専攻科ほか

- 人間文化学科&文化創造学科：青山学院大学・清泉女子大学・女子美術大学・中央大学・東京電機大学・日本大学・武蔵野美術大学ほか